# Conclave de 1700
El conclave del 1700 va ser convocat després de la mort del Papa Innocenci XII, concloent amb l'elecció del Papa Climent XI. Se celebrà al Palau Apostòlic entre el 9 d'octubre i el 23 de novembre del 1700.

## Context històric
Un dels darrers actes del pontificat d'Innocenci XII va estar relacionat amb la successió al tron d'Espanya. El rei Habsburg Carles II de Castella estava morint en aquells moments i no tenia fills. A petició del rei Carles II, sense hereu directe, aconsellà que el tron passés a Felip de Borbó, Duc d'Anjou, net de Lluís XIV de França. En virtut de la relació de parentiu entre els dos sobirans A més, Carles II no volia que Espanya perdés la seva independència quedant unida als dominis imperials. Aquesta tria estava oposada als interessos imperials, el candidat dels quals, l'arxiduc Carles, de cap manera cediria. Aquesta disposició posava en un perill seriós els equilibris entre les nacions europees, equilibris que podien fer esclatar un conflicte armat. Ja al març del 1700 van esclatar problemes al ducat de Milà (una possessió espanyola) entre tropes francoespanyoles i imperials, liderades pel príncep Eugeni. La mediació d'un Papa fort podria ser útil; mentre que un papa feble comportaria grans dificultats.
El 27 de setembre de 1700 morí el Papa Innocenci XII a l'edat de 85 anys. L'1 de novembre següent morí Carles II i el 6 de gener següent Felip d'Anjou va ser proclamat nou rei d'Espanya amb el nom de Felip V, acabant així els dos segles de dinastia habsburg i iniciant-se la dinastia borbònica a Espanya. La successió no va plaure l'Àustria Habsburg: Des de Viena, l'emperador Leopold I comunicà que no acceptava la disposició testamentària de Carles II, fent entendre que la seva intenció era recórrer a les armes per tal d'assegurar la continuïtat dels Habsburg sobre Espanya i les seves possessions d'ultramar.
Es perfilava, per tant, un conflicte d'escala europea on participarien les tres principals monarquies del continent: França i Espanya aliades, contra els Habsburg, amb la participació d'Anglaterra i dels Països Baixos, que temien la potència francoespanyola. Tot això tingué lloc en plena seu vacant. La Santa Seu, davant l'imminent conflicte, es trobà també amb la divisió de les faccions filo-franceses i filo-imperials al Sacre Col·legi, paralitzant el conclave, amb conseqüències desastroses a l'interior de l'Església i dels Estats Pontificis. Per tant, calia una ràpida elecció.

## El Col·legi de Cardenals
En el moment de la mort del Papa Innocenci XII hi havia 66 cardenals. El cardenal Cibo, degà del Col·legi Cardenalici, va morir el 22 de juliol de 1700. Dels 66, cinquanta set en van participar. Tres cardenals espanyols, dos imperials, dos italians i els cardenals polonès i portuguès no hi van assistir.

### Cardenals assistents al conclave
- Emanuel de la Tour d'Auvergne de Bouillon Bisbe de Porto e Santa Rufina, Vice-Degà del Sacre Col·legi de Cardenals
- Niccolò Acciaiuoli, Bisbe de Frascati
- Gaspare Carpegna, Bisbe de Sabina, Vicari-General de Roma
- César d'Estrées, Bisbe d'Albano
- Carlo Barberini, Cardenal prevere de S. Lorenzo in Lucina. Prefecte de la Sagrada Congregació de propaganda fide
- Vincenzo Maria Orsini de Gravin Cardenal prevere de S. Sisto, Arquebisbe de Benevent
- Francesco Nerli Cardenal prevere de S. Matteo in Merulana,
- Galeazzo Marescotti Cardenal prevere de S. Prassede, Pro-Camarlenc
- Fabrizio Spada, Cardenal prevere de S. Crisogono, Cardenal Secretari d'Estat
- Giambattista Spinola, Cardenal prevere de S. Maria in Trastevere
- Savo Millini, Cardenal prevere de S. Pietro in Vincoli, Bisbe de Nepi i Sutri
- Marcello Durazzo, Cardenal prevere de S. Prisca, Arquebisbe de Faenza
- Marcantonio Barbarigo, Cardenal prevere de S. Marco, Bisbe de Montefiascone e Corneto
- Etienne Le Camus, Cardenal prevere de S. Maria degli Angeli, Bisbe de Grenoble
- Pier Matteo Petrucci, Orat, Cardenal prevere de S. Marcello
- Leandro Colloredo, Orat, Cardenal prevere de SS. Nereo ed Achilleo, Penitenciari Major
- Giovanni Francesco Negroni, Cardenal prevere de S. Maria in Ara Coeli, legat a Bolonya
- Bandino Panciatici, Cardenal prevere de S. Pancrazio, Pro-Datari
- Giacomo Cantelmo-Stuart, Cardenal prevere de SS. Marcellino e Pietro, Arquebisbe de Nàpols
- Ferdinando d'Adda, Cardenal prevere de S. Balbina, legat a Bolonya
- Toussaint de Forbin-Janson, Cardenal prevere de S. Callisto, Bisbe de Beauvais.
- Giovanni Battista Rubini, Cardenal prevere de S. Lorenzo in Panisperna. Bisbe de Vincenza
- Francesco del Giudice, Cardenal prevere de S. Maria del Popolo, Secretari de la SC del Sant Ofici. Protector d'Espanya davant la Santa Seu .
- Giovanni Battista Costaguti, Cardenal prevere de S. Anastasia
- Giovanni Francesco Albani, Cardenal prevere de S. Silvestro in Capite, Arxipreste de la Basílica Vaticana, escollit papa amb el nom de Climent XI
- Giacomo Antonio Morigia, B., Cardenal prevere de S. Cecilia Arxipreste de la basílica Liberiana
- Sebastiano Antonio Tanara Cardenal prevere de Ss. Quattro Coronati
- Giacomo Boncompagni, Cardenal prevere de S. Maria in Via, Arquebisbe de Bolonya
- Taddeo Luigi del Verme, Cardenal prevere de SS. Bonifacio ed Alessio. Bisbe d'Imola
- Baldassare Cenci Cardenal prevere de S. Pietro in Montorio. Arquebisbe de Fermo
- Tommaso Maria Ferrari, OP, Cardenal prevere de S. Clemente
- Giuseppe Sacripante, Cardenal prevere de S. Maria in Traspontina, Prefecte de la Congregació pel Clergat
- Enrico Noris, OESA, Cardenal prevere de S. Agostino
- Giorgio Cornaro. Cardenal prevere de SS. XII Apostoli; Arquebisbe de Pàdua
- Pierre-Armand du Cambout de Coislin Cardenal prevere de Santissima Trinità al Monte Pincio Bisbe d'Orleans
- Fabrizio Paolucci, Cardenal prevere de Ss. Giovanni e Paolo. Bisbe de Ferrara
- Niccolò Radulovich. Cardenal prevere de S. Bartolomeo all'Isola. Arquebisbe de Chieti
- Giuseppe Archinto, Cardenal prevere sense títol. Arquebisbe de Milà
- Andrea Santacroce. Cardenal prevere de S. Maria del Popolo. Nunci a Viena
- Marcello d'Aste. Cardenal prevere de S. Martino ai Monti
- Daniello Marco Delfino. Cardenal prevere de S. Susanna. Arquebisbe de Brescia
- Sperello Sperelli. Cardenal prevere de S. Giovanni a Porta Latina
- Giovanni Maria Gabrielli, O.Cist., Cardenal prevere de S. Pudenziana. Abat General de l'orde del Cister.
- Louis-Antoine de Noailles, Cardenal prevere sense títol.  Arquebisbe de Paris
- Johannes Philip von Lamberg Cardenal prevere sense títol. Bisbe de Passau
- Benedetto Pamphili, O.S.Io.Hieros., Cardenal diaca de S. Maria in Via Lata. Arxipreste de la Basílica Laterana
- Fulvio Astalli, Cardenal diaca de Ss. Cosma e Damiano. Legat a Ferrara.
- Francesco Maria de' Medici, Cardenal diaca de S. Maria in Domnica
- Pietro Ottoboni, Cardenal diaca de S. Lorenzo in Damaso. Vicecanceller de la Santa Església Romana i Protector de França.
- Carlo Bichi, Cardenal diaca de S. Agata alla Suburra.
- Giuseppe Renato Imperiali Cardenal diaca de S. Giorgio in Velabro. Legat a Ferrara.
- Luigi Omodei Cardenal diaca de S. Maria in Portico
- Francesco Barberini, Cardenal diaca de S. Angelo in Pescheria. Legat a la Romanya i Protector de Polònia
- Lorenzo Altieri, Cardenal diaca de S. Maria in Aquiro
- Giambattista Spinola, Cardenal diaca de S. Cesareo in Palatio. Camarleng de la Santa Església Catòlica
- Henri Albert de la Grange d'Arquien, Cardenal diaca de S. Nicola in Carcere Tulliano.
- Vincenzo Grimani, Cardenal diaca de S. Eustachio

### Cardenals absents al conclave
- Luis Manuel Fernández de Portocarrero, Bisbe de Palestrina Arquebisbe de Toledo. Ministre d'Estat espanyol, cap de la facció pro-francesa en la lluita per la successió de Carles II d'Espanya
- Pierre de Bonzi, cardenal prevere de S. Eusebio, Arquebisbe de Narbona
- Urbano Sacchetti, Cardenal prevere de S. Bernardo alle Terme, Bisbe de Viterbo e Toscanella
- Leopold Charles von Kollonitsch, Cardenal prevere de S. Girolamo dei Schiavoni/Croati: Arquebisbe d'Esztergom
- Augustyn Michal Stefan Radziejowski, Cardenal prevere de S. Maria della Pace, Arquebisbe de Gniezno i Primat de Polònia
- Pedro de Salazar O.M. Cardenal prevere de S. Croce in Gerusalemme, Bisbe de Còrdova
- Wilhelm Egon von Fürstenberg, Cardenal prevere de S. Onofrio, Bisbe d'Estrasburg
- Luiz de Sousa, Cardenal prevere sense títol, Patriarca de Lisboa
- Francisco Antonio de Borja-Centelles y Ponce de León, Cardenal prevere sense títol, Bisbe de Calahorra

### Faccions
Els papes Innocenci XI i Innocenci XII no van caure en el nepotisme, de manera que no havia cap líder destacat entre els convocats al conclave. Això donà als cardenals una oportunitat per a redistribuir-se ells mateixos d'acord amb les seves necessitats i desigs.
La facció francesa estava formada per set cardenals: César d'Estrées, Pierre de Bonzi (d'orígens florentins i que no assistí al conclave), Etienne Le Camus (qui afirmà pertànyer als zelanti), Toussaint de Forbin-Janson (decidit contrari als jansenistes i pro-jesuïta), Henri d'Arquien, Pierre-Armand de Coislin i Louis-Antoine de Noailles. Bouillion, el degà del Col·legi de Cardenals, podria haver estat considerat com el seu líder, però era difícil de considerar-lo, atès com havia estat amenaçat per Lluís XIV. El cap de la facció, de fet, va ser d'Estrées, qui tenia experiència als conclaves i que portava "el secret del Rei".
La facció espanyola estava encapçalada pel cardenal Francesco de' Medici, assistit pel cardenal del Giudice. Els altres membres eren els cardenals Portocarrero, Kollonitsch, Francisco Antonio de Borja-Centelles, Salazar (que no assistiren), Vicenzo Grimani, Johannes Philip von Lamberg; de manera que, de fet, només comptaven amb 4 vots. En general, podien comptar, però, amb els vots dels milanesos i napolitans.
Venècia, per descomptat, podria reclamar una sèrie de cardenals del seu territori, a qui la Signoria esperava que votessin d'acord amb els interessos de Venècia: Ottoboni, Barbarigo, Colloredo, Cornaro, Delfino, Grimani, Noris i Rubini. L'especulació era que poguessin unir-se darrere cardenal Ottoboni i formar una facció formidable. Gènova, sempre en competència amb Venècia, podia presumir de cinc cardenals, Giambattista Spinola el vell, Giambattista Spinola el jove, Juan Francesco Negroni, Marcello Durazzo, i Giuseppe Renato Imperiali. En qualsevol cas, els venecians eren en general més amigables a França que a Espanya. L'espanyols de Milà estaven massa a prop i eren massa forts per a la comoditat de la Senyoria. El cardenal de Medici havia sentit de l'ambaixador espanyol, el Duc d'Uzeda, de fet, que si bé l'ambaixador venecià concedia públicament als seus cardenals llibertat d'acció, en privat exigia dels seus cardenals que triessin a un Papa que estigués per la llibertat italiana, i per això estaven treballant amb els francesos per frustrar els espanyols.
El Duc de Savoia, que havia estat un dels pretendents al tron espanyol, va tractar de mantenir un perfil baix en les maniobres del pre-conclave. El 5 d'octubre, però, el seu ministre a Roma, el comte Maurizio Graneri, li va escriure, «Ens agradaria donar-li la exclusiva a Panciatini.» Savoia, però, no tenia el privilegi reconegut d'emetre un veto (pertanyien exclusivament a l'emperador i als reis de França i Espanya). El contacte del Duc a l'interior del conclave era el cardenal Carlo Barberini, que afavoria el cardenal Albani.
Cosme III havia estat governant Florència i el Gran Ducat de Toscana des 1670. Havia estat influent en conclaves anteriors, però que havia de venir cada vegada més sota la influència de les actituds religioses i estava menys interessat en la recerca de dissenys maquiavèl·lics. Havia donat les seves instruccions inicials al seu germà, el cardenal Francesco Maria de'Medici. Es va dir que tan aviat com el conclave acabés, el cardenal renunciaria per a poder casar-se i perpetuar la línia dels Medici. Cosimo li va escriure el 15 d'octubre que els francesos l'estaven pressionat perquè donés suport al cardenal Durazzo i oferien vetar a qualsevol que no agradés a Cosimo; va demanar al seu germà que obtingués informació sobre Durazzo, i el cardenal va respondre el dia 18 «que el cardenal Spinola tenia les pitjors coses a dir sobre Durazzo que (va dir) estava ple del "mal francés"». Durazzo estava sent ajudada amb diners proporcionats per Viena a través del Duc de Mòdena i el cardenal D'Adda. El cardenal de Medici afirmà, però, que tenia vint vots, a més dels alemanys per excloure Durazzo. El Gran Duc li va dir que li digués a Janson (el líder francès) que donaria suport als candidats desitjats pel rei de França: Spada, Morigia i Sperelli.
Els creats per Climent X eren: Carpegna, Nerli, Orsini, Marescotti, i Spada, però el cardenal Lorenzo Altieri no era un caràcter prou fort com per ser un líder i formar una facció, i en qualsevol cas Spada es va associar amb els zelanti.
Els creats per Alexandre VIII (Ottoboni, venecià) estaven més fortament organitzat, darrere del cardenal Pietro Ottoboni. Entre ells cardenals Panciatici, Pantelmi, Costaguti, Bichi, Imperiali (que es considerava un dels zelanti), Omodei, Albani, Barberini i Altieri. Omodei i Ottoboni, però,sembla que havien tingut una enemistat personal i, per tant, el vot de Omodei dependria del que se li demanés.

## El conclave
Al conclave, que s'inaugurà el 9 d'octubre, el candidat principal era Galeazzo Marescotti, ex nunci apostòlic a Àustria, Polònia i Espanya, tot i que ja tenia 73 anys. Les seves possibilitat de ser elegit, però, es van esfumar a causa del veto de França. Entre els altres papables hi havia Carlo Barberini, Leandro Colloredo, Bandino Panciatichi, Giovanni Battista Spinola (que es va quedar a 10 vots), Marcello Durazzo, Jacopo Antonio Morigia i Niccolò Acciaiuoli. La nit del 19-20 de novembre de 1700 arribà a Roma la notícia de la mort de Carles II d'Espanya, qui havia traspassat l'1 de novembre.
La notícia va fer mutar totes les intencions del conclave: el temor davant una possible guerra va fer que hagués una conciliació entre les diferents faccions del conclave i el 19 de novembre s'elegí de manera gairebé unànime el cardenal Giovanni Francesco Albani, un diplomàtic conegut pels seus dots de pacificador. Albani, que feia deu anys que era cardenal, havia estat ordenat prevere el dia abans i havia celebrat la seva primera missa només unes hores abans de l'elecció. Davant la seva petició desesperada, donaren a Albani 3 dies per considerar la seva resposta. En passar el termini, es realitzà una nova votació, en la que Albani recollí 57 dels 58 vots. Finalment, Albani consentí la seva elecció.
Aquell mateix dia Albani va ser també ordenat bisbe i assumí el nom de Climent XI, car la seva elecció havia tingut lloc el 23 de novembre, en el que l'Església commemora a Sant Climent I, papa.
La coronació va tenir lloc el 8 de desembre. El cardenal Pamphili, protodiaca, posà la corona sobre la testa papal. El diumenge 8 d'abril de 1701, el nou Papa prengué possessió de la basílica luterana. El cardenal Pamphili, arxipreste de la basílica, presidí la cerimònia.

## A la ficció
El conclave del 1700 forma el rerefons de la novel·la italiana "Secretum" de Rita Monaldi i Francesco Sorti.